# Шкловский, Борис Ионович
Борис Ионович Шкловский (род. 31 января 1944 СССР) — советский и американский физик-теоретик, профессор. Известен созданной им совместно с физиком А. Л. Эфросом теорией прыжкового транспорта электронов с переменной длиной прыжка. Член НАН США (2023).

## Карьера
После окончания физического факультета Ленинградского государственного университета поступил в аспирантуру Физико-технического института (ФТИ) имени Иоффе и в 1968 году стал кандидатом физико-математических наук. Затем около двадцати лет работал на различных научных должностях в ФТИ. В годы Перестройки переехал в США, где стал работать в Миннесотском университете.

## Научные интересы
Круг интересов Б. И. Шкловского как исследователя достаточно широк. Он изучал теорию переноса заряда в твёрдых телах, электронные корреляции, неупорядоченные полупроводниковые системы, металлические фазовые переходы, квантовый эффект Холла, занимался теорией ионисторов.  Длительное время сотрудничал с А. Л. Эфросом; вместе они опубликовали ряд работ с использованием модели кулоновской щели в спектре локализованных электронных состояний. Ттакже в сферу интересов Шкловского входит биофизика: ионная устойчивость, перенос ионов и ДНК через ионные каналы и др.

## Награды
- Награждён медалью имени Л. Д. Ландау от Академии наук СССР в 1986 году[2][4]
- С 1994 года член Американского физического общества[5]
- С 2023 года член Национальной академии наук США[6]